# New Horizons

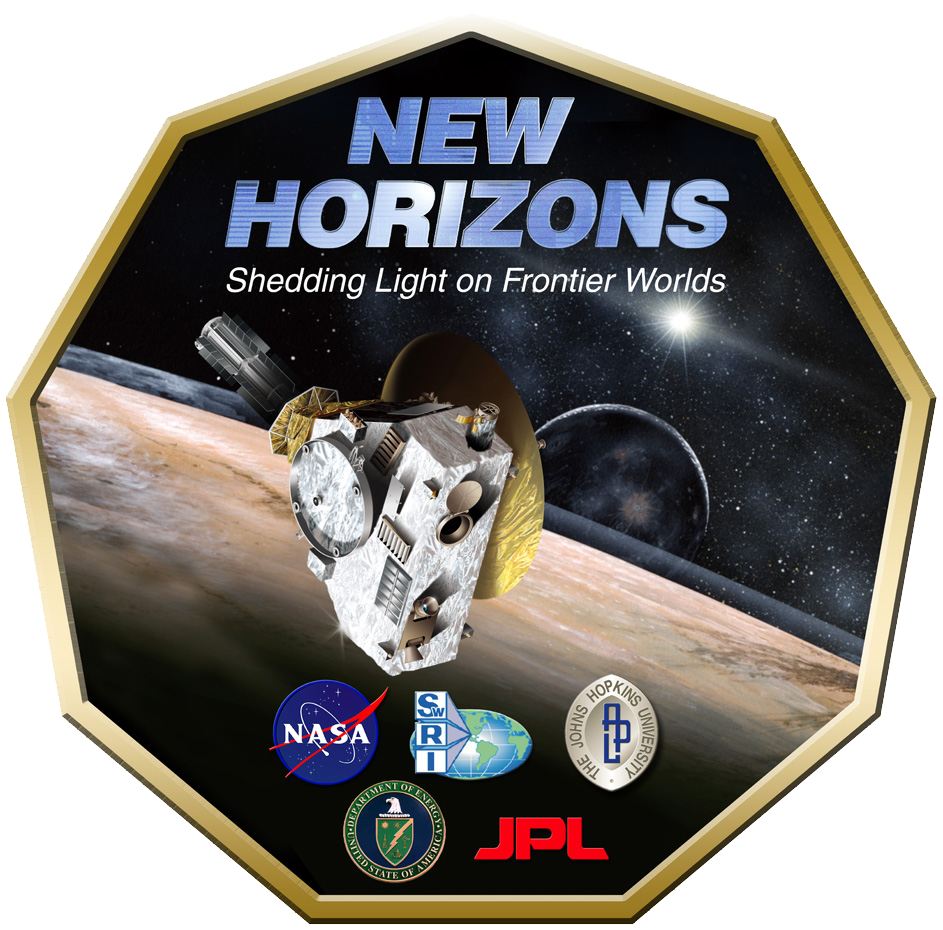
New Horizons logga.

New Horizons är en obemannad rymdsond som NASA sänt iväg mot Pluto, dess månar och andra himlakroppar i Kuiperbältet. Rymdsonden skickades iväg för att fotografera och studera objekten. Resan startade med hjälp av en Atlas V-bärraket, den 19 januari 2006 från Cape Canaveral Air Force Station, Florida i USA och passerade Pluto den 14 juli 2015.
Sonden konstruerades, byggdes och styrs av Johns Hopkins University Applied Physics Laboratory i Laurel, Maryland i USA. 
Framme vid Pluto fungerade sonden planenligt. Resan fortsatte sedan mot objektet 2014 MU69 i Kuiperbältet som passerades den 1 januari 2019. Därmed blev New Horizons den av människan byggda farkost som besökt en himlakropp längst ut i solsystemet (6490 miljoner km från solen). Det förutvarande rekordet satte rymdsonden själv 2015, då den flög förbi Pluto.

## Historia
NASA började redan på 1980-talet undersöka möjligheterna att skicka en rymdsond till Pluto. Pluto var då som närmast solen, och om man över huvud taget skulle skicka en rymdsond före år 2200 borde det ske relativt snart, eftersom ljuset försvagas vid Pluto när avståndet till solen ökar, och för att man antar att atmosfären då kondenseras av kylan. Sedan 1988 hade man skissat på olika prototyper, men ingen av dem lämnade skrivbordsstadiet förrän man 2001 fastnade för en modell som skulle passa New Frontiers-programmet (NF), att inte överstiga budgeten på 700 miljoner USD, som NF-programmet bygger på, och som ansågs ha tillräcklig teknisk kapacitet.  
New Horizons ersatte projektet Pluto Kuiper Express, som lades ner på grund av budgetnedskärningar.

## Uppdraget
Uppskjutningen skedde 19 januari 2006 kl 14:00 lokal tid (EST), 19:00 UTC. Sonden hade en hastighet av 58.536 km/h (16,26 km/s) relativt jorden när raketerna stängts av, vilket var högre än solsystemets flykthastighet. Tidpunkten valdes för att passa uppdraget; bland annat bidrog jordens banhastighet till sondens hastighet relativt solen. Sonden har under det första året hållit cirka 20 km/s i förhållande till solen. Det är den snabbaste rymdsonden i historien räknat direkt efter uppskjutningen. Sondens hastighet ökades senare med hjälp av Jupiters gravitation.

### Passage av Mars omloppsbana och förbiflygning av asteroid
Den 7 april 2006 10:00 UTC passerade New Horizons Mars omloppsbana med en hastighet på 21 km/s, 243 miljoner km från solen.
New Horizons gjorde en förbiflygning av asteroiden 132524 APL (tidigare känd under beteckning 2002 JF56), på stort avstånd (101 867 km) den 13 juni 2006, 04:05 UTC. Den bästa nuvarande uppskattningen av asteroidens diameter är omkring 2,3 km, och spektralanalyser från New Horizons visar att APL är en S-typ asteroid.
Rymdsonden lyckades följa asteroiden den 10 juni – 12 juni 2006. Det gjorde att man kunde testa rymdsondens kapacitet att följa objekt som rör sig snabbt. Bilder togs med hjälp av Ralph-teleskopet.

### Förbiflygningen av Jupiter

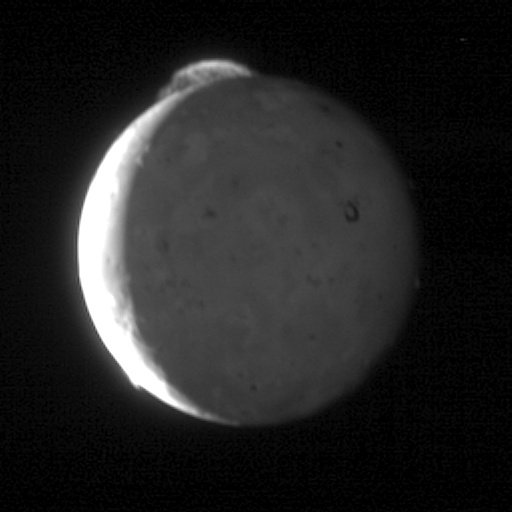
Ett utbrott på den vulkaniska regionen Tvashtar Paterae på Jupiters måne, Io.

New Horizons tog de första fotografierna av Jupiter den 4 september 2006 med hjälp av LORRI (Long Range Reconnaissance Imager). Rymdsonden började studera planeten ingående i december 2006.
New Horizons kom närmast Jupiter den 28 februari 2007, 5:43:40 UTC. Den passerade genom Jupitersystemet med en hastighet på 21 km/s relativt Jupiter (23 km/s relativt solen). New Horizons var den första rymdsond som skickats direkt mot Jupiter efter Ulysses 1990.
Förbiflygningen ökade New Horizons hastighet relativt solen med nästan 4 km/s, och gav rymdsonden en snabbare färd mot Pluto, ungefär 2.5° utanför solsystemets plan (ekliptikan).
Vid Jupiter förfinade New Horizons instrument kunskapen om de inre månarnas omloppsbanor, speciellt Amaltheas. Sondens kameror mätte vulkaner på Io och studerade alla de fyra gallileiska månarna i detalj, precis som mer avlägsna studier av de yttre månarna Himalia och Elara. Fotografering av Jupitersystemet började den 4 september 2006.

### Förbiflygning av Pluto

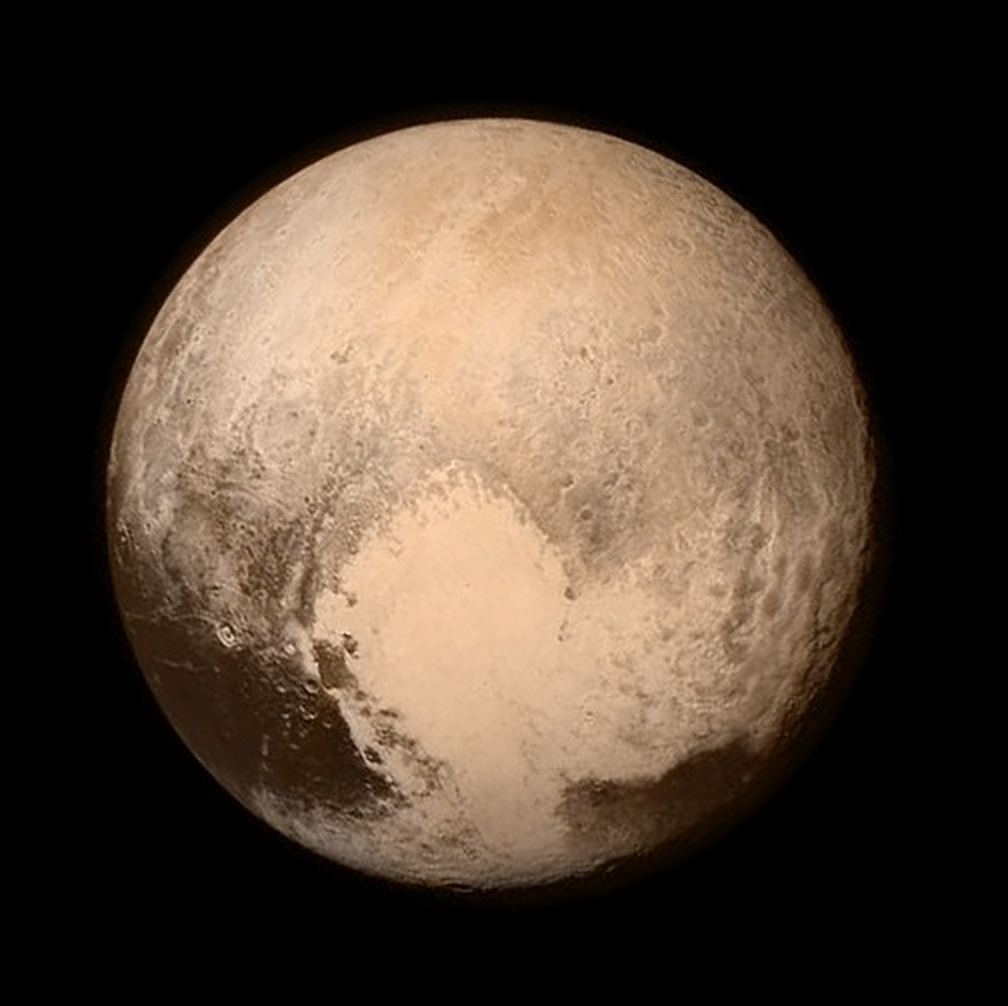
Pluto

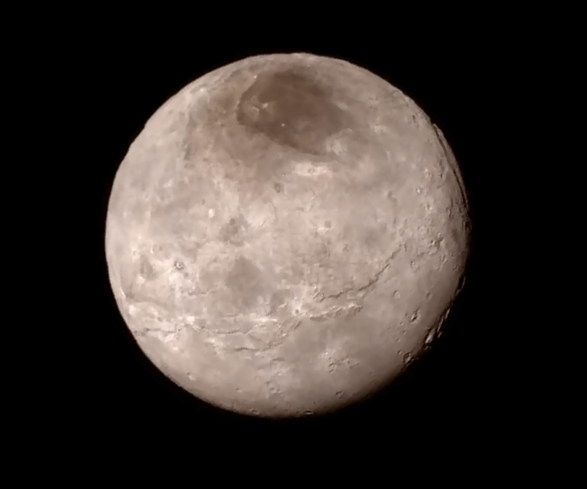
Charon

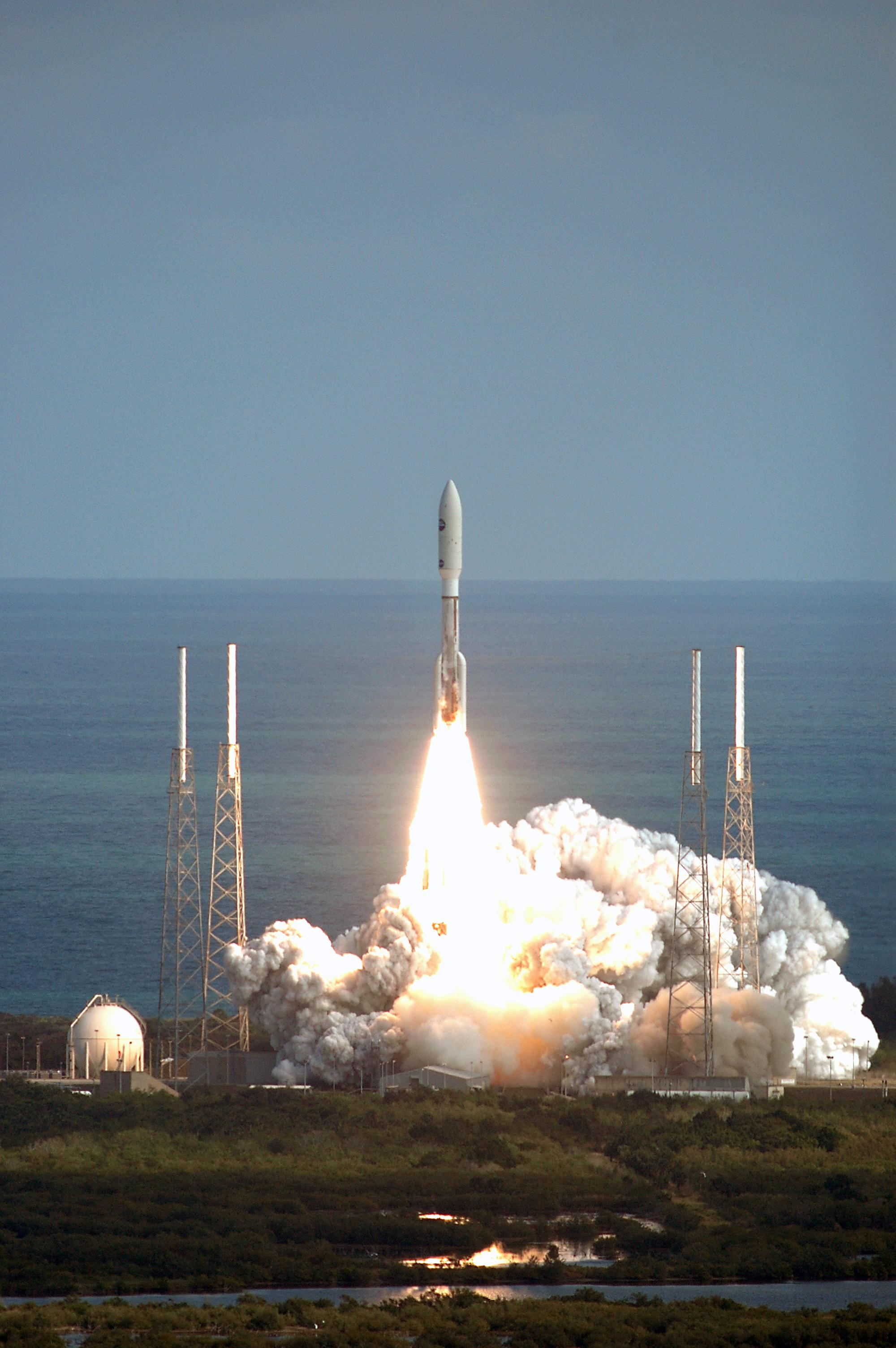
New Horizons precis efter start

New Horizons ankom till Pluto den 14 juli 2015 och flög omkring 12 000 km över Plutos yta. Sonden hade en relativ hastighet på 13,78 km/s när den var som närmast. New Horizons flög förbi månen Charon så nära som 27 000 km. Sonden kunde bara fotografera Plutos halva yta vid passagen; den del som var solbelyst. Den andra halvan fotograferades drygt tre dagar tidigare, halva rotationstiden för Pluto, men avståndet var då 4 miljoner kilometer, vilket inte gav lika högupplösta bilder.

### Kuiperbältet
Efter att ha passerat Pluto fortsatte New Horizons ännu längre in i Kuiperbältet för att studera himlakroppar mellan 50 och 100 km i diameter. Den 1 januari 2019 kl. 06:33 CET passerade sonden Kuiper-objekt Arrokoth (då endast namngiven 2014 MU69 och av pressen "Ultima Thule") på ett avstånd av cirka 3 500 km efter att färdbanan hade justerats.

### Milstolpar
- 24 september 2005 – Rymdfarkosten transporteras från Goddard Space Flight Center till Cape Canaveral på Kennedy Space Center.
- 11 januari 2006 – Det primära uppskjutningsfönstret börjar. Man har till 14 februari på sig att lyckas med en uppskjutning under 2006.
- 16 januari 2006 – Atlas V-raketen rullas ut till uppskjutningsplattan.
- 17 januari 2006 – Det första uppskjutningsförsöket avbryts på grund av starka vindar.
- 18 januari 2006 – Ett andra uppskjutningsförsök avbryts på grund av strömförsörjningsproblem hos flygkontrollen.
- 19 januari 2006 – 14:00 EST, 19:00 UTC, lyckas uppskjutningen och New Horizons är på väg mot Pluto.
- 7 april 2006 – Rymdsonden passerar Mars omloppsbana.
- Maj 2006 – Rymdsonden kommer in i Asteroidbältet.
- 13 juni 2006 – Rymdsonden passerar ungefär 101.867 km från asteroiden 2002 JF56.
- 24 augusti 2006 – Pluto omdefinieras från planet till dvärgplanet. New Horizons har alltså skickats upp mot en planet men ska komma fram till en dvärgplanet.
- Oktober 2006 – Rymdsonden lämnar asteroidbältet.
- Februari 2007 – Passage av Jupiter. Perioden 25 februari–2 mars är New Horizons som närmast, på ett avstånd av omkring 2,3 miljoner kilometer. Jupiters gravitation ger sonden ökad hastighet för den fortsatta färden.
- 9 juni 2008 – Rymdsonden korsar Saturnus omloppsbana.
- 5 mars 2011 – Rymdsonden korsar Uranus omloppsbana.
- 1 augusti 2014 – Rymdsonden korsar Neptunus omloppsbana.
- 6 december 2014 – Rymdsondens dator väcks upp inför ankomsten till Pluto, och allt verkar fungera. Utforskninguppdraget går in i den aktiva fasen.[12]
- Januari 2015 – Observationer utförs av himlakroppen VNH0004 i Kuiperbältet, dock på relativt långt avstånd, så bilderna blir inte detaljrika.
- 20 mars 2015 – NASA och IAU bjuder in allmänheten att föreslå namn på ytstrukturer som förväntas hittas på Pluto och Charon.[13]
- 14 juli 2015 – Ankomst till Pluto och Charon. Närmaste passagen förbi Pluto runt klockan 14.00 CEST.
- 30 juli 2015 – Rymdsonden skickar de sist tagna bilderna av Pluto, fotograferade mot solen, och fortsätter längre ut mot solsystemets yttre delar.[14]
- 2015–2016 – New Horizons fortsätter skicka all data som lagrades vid passagen av Pluto. Datahastigheten vid Pluto var cirka 1 kbit/s för var och en av de två sändarna.
- 25 oktober 2016 – Den sista sändningen av data från Plutopassagen tas emot på jorden.[15]
- 1 januari 2019 – Passage av objektet 2014 MU69 i Kuiperbältet.[16]

## Utrustning ombord
Följande vetenskapliga instrument finns:
- "Alice", ultraviolett kamera och spektrometer.
- "LORRI", kamera med extremt liten bildvinkel. Den är svartvit för bättre upplösning.
- "SWAP", analyserar solvinden.
- "PEPSSI", mäter laddade partiklar.
- "REX", radioteleskop, som använder samma parabol som vid kommunikation med jorden.
- "Ralph", kamera för färgbilder med större bildvinkel än LORRI.
- "VBSDC", mäter stoft.

## Media
- Uppskjutningen av New Horizonsonden från John F. Kennedy Space Center 19 januari 2006 (5,8 MB).

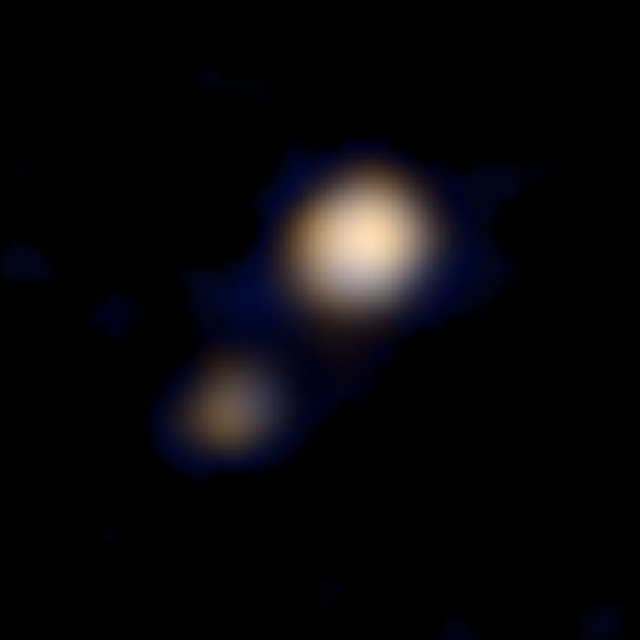
Första färgbilden på Pluto och Charon, tagen av sonden 9 april 2015 på 115 miljoner kilometers avstånd.
Pluto och Charon. Animation sammansatt av bilder tagna av New Horizons i januari 2015.
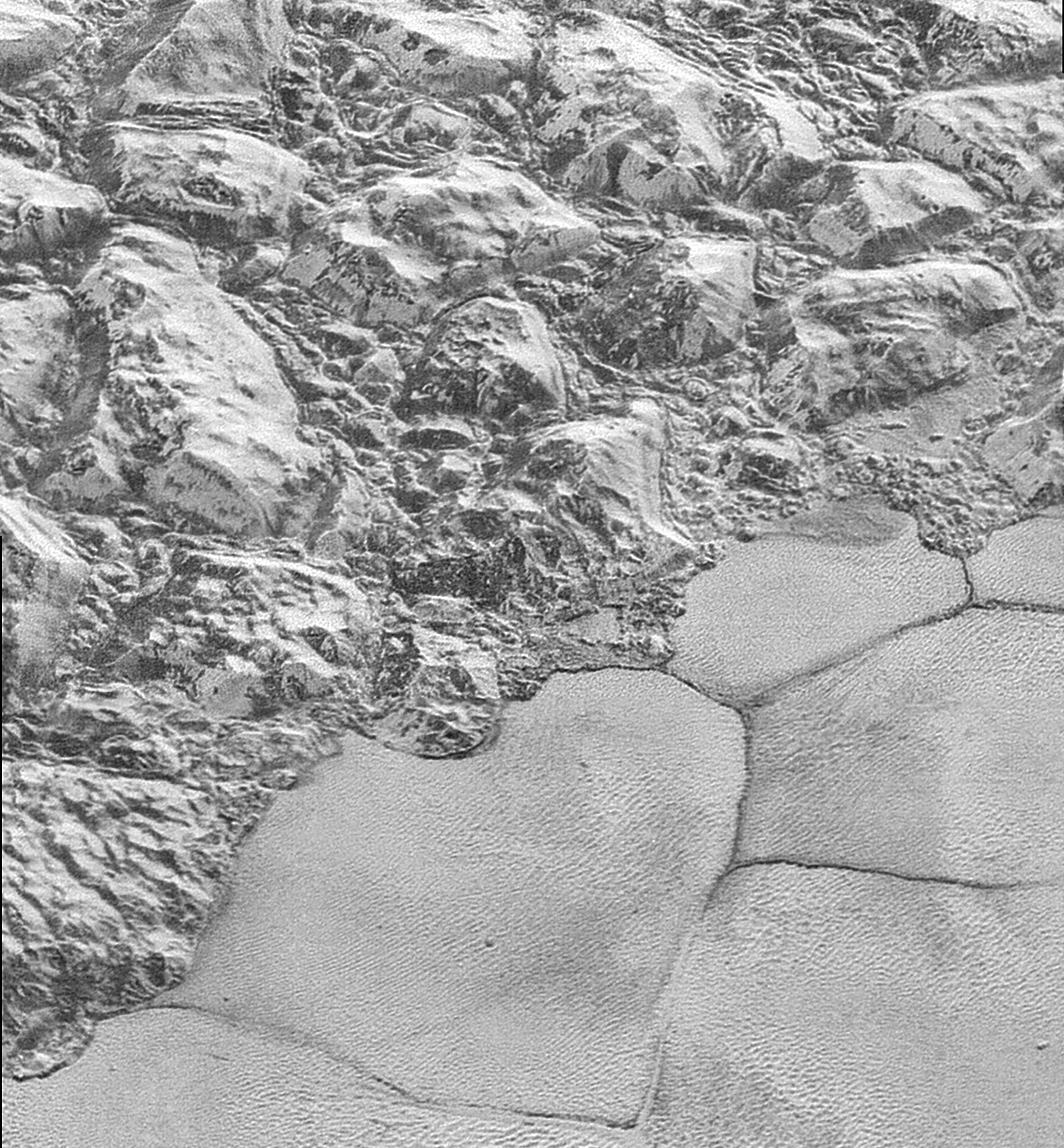
Kanten på hjärtstrukturen.